# Formuła Acceleration 1
Formuła Acceleration 1 (FA1) – seria wyścigowa samochodów jednomiejscowych powstała w 2014 roku jako część festiwalu Acceleration 2014 łączącego wyścigi różnych klas samochodów wyścigowych oraz motocykli. Seria organizowana jest przez International Sport Racing Association (ISRA) i bazuje w Holandii. Koncepcja serii jest podobna do działającej do 2009 roku A1 Grand Prix. Kierowcy i zespoły reprezentują określone kraje, przy czym wymaga się, aby każdy zespół reprezentował ten kraj, w którym został założony. Kierowcy mogą być innych narodowości niż zespół, który reprezentują, lecz wówczas zdobyte przez nich punkty nie wędrują na konto państwa, z którego pochodzą. Seria wykorzystuje samochody Lola-Zytek zbudowane w przeszłości dla A1 Grand Prix. Bolidy nie są oznaczane barwami zespołu, przez który są obsługiwane, lecz barwami państwa, które reprezentują.
Najlepszy kierowca dostał szansę testów w Serii GP2 na torze w Abu Zabi.
Pod koniec 2014 roku ogłoszono nawiązanie współpracy z włodarzami Auto GP World Series.

## Samochody
Wszystkie samochody zostały zbudowane mając na uwadze redukcję kosztów. Dlatego też wykorzystano bolidy Lola B05/52 używane w latach 2005-2008 w A1 Grand Prix. Łączny koszt organizacji sezonu zawarł się w kwocie 450 000€.
| Nadwozie        | Lola B05/52                                                       |
| --------------- | ----------------------------------------------------------------- |
| Materiał        | Włókno węglowe/Aluminium                                          |
| Silnik          | Zytek V8 ZA1348                                                   |
| Pojemność       | 3,4 l                                                             |
| Moc             | 550 KM                                                            |
| Hamulce         | stalowe tarcze, podkładki z włókna węglowego, 4-tłoczkowe zaciski |
| Opony           | Michelin                                                          |
| Waga            | 698 kg (łącznie z kierowcą)                                       |
| Rozstaw Osi     | 3000 mm                                                           |
| Skrzynia biegów | XTRAC, sześć biegów                                               |

## Weekend wyścigowy
W czasie każdej rundy odbywają się dwa wyścigi poprzedzone dwoma sesjami kwalifikacyjnymi.
| Dzień     | Czas trwania | Wydarzenie                         |
| --------- | ------------ | ---------------------------------- |
| Piątek    | 30 min       | 1 Wolny trening                    |
| Piątek    | 30 min       | 2 Wolny trening                    |
| Piątek    | 30 min       | Kwalifikacje do 1 wyścigu          |
| Sobota    | 30 min       | Kwalifikacje do 2 wyścigu          |
| Sobota    | 30 min       | 1 Wyścig (1 obowiązkowy pit stop)  |
| Niedziela | 45 min       | 2 Wyścig (2 obowiązkowe pit stopy) |

### System punktacji
- Kwalifikacje do każdego wyścigu: 1 punkt
- Sobotni wyścig: 20-15-12-10-8-6-4-3-2-1 (dziesięć pierwszych pozycji)
- Niedzielny wyścig: 25-18-15-12-10-8-6-4-2-1 (dziesięć pierwszych pozycji)
- Najszybsze okrążenie w każdym wyścigu: 1 punkt

## Mistrzowie
| Sezon | Kierowca                                         | Państwo  |
| ----- | ------------------------------------------------ | -------- |
| 2014  | Nigel Melker · ( Holandia) · (Azerti Motorsport) | Holandia |

## Państwa reprezentowane w FA1
| Państwo         | Sezon |
| --------------- | ----- |
| Chiny           | 2014  |
| Francja         | 2014  |
| Hiszpania       | 2014  |
| Holandia        | 2014  |
| Meksyk          | 2014  |
| Niemcy          | 2014  |
| Portugalia      | 2014  |
| Słowacja        | 2014  |
| Szwecja         | 2014  |
| Wenezuela       | 2014  |
| Wielka Brytania | 2014  |
| Włochy          | 2014  |